# 메흐메드 바즈다레비치
메흐메드 바즈다레비치(보스니아어: Mehmed Baždarević, 1960년 9월 28일, SR 보스니아 헤르체고비나 비셰그라드 ~)는 보스니아의 축구 감독이자 전직 선수이다. 그는 가장 최근에 리그 2의 갱강을 지도했다.
바즈다레비치는 보스니아의 젤레즈니차르와 프랑스의 몽벨리아르와 님, 그리고 스위스의 에투알 카루즈에서 활약했다. 그의 별칭은 메샤(세르비아어: Meša / 프랑스어: Mécha로 유고슬라비아의 세르비아어와 프랑스어는 철자만 다르고 발음이 같다)라년 별칭으로 알려진 그는 보스니아 헤르체고비나 출신으로는 손꼽히는 정상급 선수였다.
국제 무대에서, 바즈다레비치는 유고슬라비아 국가대표팀 일원으로 출전했고, 유로 1984 본선에 참가했다. 그는 1992년에 유고슬라비아가 해체된 후 보스니아 국가대표팀에서도 활약했다. 그는 보스니아 헤르체고비나 국가대표팀의 초대 주장이었다. 그는 1998년에 현역에서 은퇴한 후 지도자의 길을 걷기 시작했다.

## 클럽 경력

### 젤레즈니차르
유고슬라비아 사회주의 연방 공화국의 비셰그라드, 오늘날 보스니아 헤르체고비나의 비셰그라드 출신인 바즈다레비치의 프로 경력은 1978년에 젤레즈니차르에서 시작했다. 그는 이비차 오심 감독이 지휘하던 1985년에 UEFA컵 준결승 진출 주역이었다.
1980-81 시즌, 젤레즈니차르는 유고슬라비아 컵 결승전("티토 사령관배" 결승전)에 진출했는데, 20세의 바즈다레비치는 또다른 보스니아 구단인 벨레주 모스타르에 2-3으로 패한 이 경기에서 2번 골망을 흔들었다. 결승전은 베오그라드의 츠르베나 즈베즈다 경기장에서 40,000명의 관중이 지켜보는 가운데 진행되었다.
바즈다레비치는 젤레즈니차르 소속으로 300번이 넘는 경기에 출전했다.

### 소쇼
1987년, 바즈다레비치는 같은 보스니아 헤르체고비나인 파루크 하지베기치와 함께 프랑스의 소쇼로 둥지를 옮겼다. 그는 1996년까지 소쇼에서 활약했다. 그동안 그는 소쇼의 다양한 대회 경기에 350번 넘게 출전했다.

### 말년과 은퇴
젤레즈니차르와 소쇼를 거친 바즈다레비치는 1996-97 시즌에 님에서 활약했고, 1997-98 시즌에는 스위스의 에투알 카루즈에서 활동하다가 1998년 여름에 현역 은퇴를 선언했다.
바즈다레비치는 선수 시절 바르셀로나, 아스널, 그리고 도르트문트 등의 구단들의 제의를 받기도 했다.

## 국가대표팀 경력
바즈다레비치는 두 나라 국가대표팀에서 활약했다. 그는 유고슬라비아 청소년, 올림픽, 그리고 U-21 유고슬라비아 국가대표팀에서 활약했다. 그는 1979년 세계 청소년 선수권 대회에서 U-20 국가대표팀 주장을 맡았었다. 그의 첫 유고슬라비아 성인 국가대표팀 경기는 1983년에 열린 프랑스와의 친선경기였다. 그는 54번의 국가대표팀 경기에 출전해 4골을 기록했다. 그는 유고슬라비아를 대표로 유로 1984에 참가해 자국이 출전한 조별 리그 3경기를 모두 출전했다.
이후, 바즈다레비치는 사라예보에서 열린 노르웨이와의 1990년 월드컵 예선전 경기에서 튀르키예인 유수프 나몰루 주심에게 침을 뱉은 악명 높은 사건으로 회자되었다. 그 결과, 1990년대 초, 유고슬라비아의 스케치 텔레비전 프로그램 "정상급 초현실주의자"(Top lista nadrealista)에서 바즈다레비치는 튀르키예인 주심에게 침을 뱉은 이 사건으로 많은 관심을 받았다. 바즈다레비치는 그 결과 국제 대회 12경기 출장 정지 징계를 받게 되면서 1990년 월드컵에 나서지 못하게 되었다. 유고슬라비아는 이 대회 8강에 진출했다. 바즈다레비치는 이후에도 주요 대회를 한 번 더 출전하지 못하게 되었는데, 유고슬라비아는 유로 1992 본선행에 성공했지만, 이번에는 유고슬라비아 전국에 유고슬라비아 전쟁으로 난리통이 나면서 국제연합(UN)의 제제를 받아 대회에 나서지 못하게 되었다. 역설적이게도, 유고슬라비아 대신에 출전한 덴마크가 1992년 대회 정상에 올랐다. 1990년 11월 14일, 바즈다레비치는 앞서 쾨벤하겐에서 진행된 덴마크와의 예선전 경기에서 득점을 올리기도 했다.
바즈다레비치는 1992년에 보스니아 헤르체고비나가 독립한 후 보스니아 헤르체고비나 국가대표팀 경기에 출전했다. 그러나, 보스니아 헤르체고비나는 보스니아 전쟁이 끝나는 1995년까지 국제 축구 연맹의 승인을 받지 못했다. 그는 1996년 9월이 되어서야 그리스와의 월드컵 예선전 원정 경기에서 새 모국에서의 첫 국가대표 경기를 치렀고, 총 2경기를 뛰었으나 득점한 적이 없다. 그의 2번째이자 마지막 독립 후 국가대표팀 경기는 1달 후에 열린 크로아티아와의 경기였다.

## 감독 경력

### 초기 경력
바즈다레비치는 1998년 7월 1일부터 2003년 6월 30일까지 소쇼에서 장 페르난데스와 기 라콩브 감독의 수석 코치로 보좌하다가 2군의 지휘봉을 잡았다.

### 이스트르
바즈다레비치가 처음으로 정감독을 맡은 곳은 이스트르였다. 그는 구단의 역대 최고 성적을 거두었는데, 2004년에 리그 1로 승격되어 리그 2 올해의 감독으로 선정되었다. 이 시기에, 그는 스테판 질리와 협력하기 시작했는데, 질리는 바즈다레비치와 17년 동안 사단 내에서 동행했다.

### 에투알 뒤 사엘
2005년 7월 16일, 바즈다레비치는 튀니지의 에투알 뒤 사엘의 감독으로 취임했다. 그는 2005년 아프리카 챔피언스리그에 진출했다. 바즈다레비치는 2006년 4월 12일에 모나스티르와의 안방 최종전 경기에서 0-1로 패해 튀니지 리그 우승에 실패하면서 경질되었다.

### 알-와크라
바즈다레비치는 2006년에 카타르 스타스 리그의 알-와크라 감독으로 취임했다.

### 그르노블
2007년 12월, 바즈다레비치는 프랑스의 그르노블의 감독이 되었는데, 그는 은사였던 이비차 오심이 J리그의 JEF 유나이티드 지바에서 감독하던 시절 동업했던 그르노블의 일본인 구단주의 지인이었기에 오심 감독은 바즈다레비치를 감독으로 추천했다. 그는 1부 리그의 르 망과 니스의 제의를 거절하고 그르노블 감독이 되었다. 2007-08 시즌 리그 2가 끝나고 바즈다레비치의 그르노블은 구단 사상 첫 리그 1 승격을 이룩했다. 바즈다레비치 감독의 지도 하에, 구단은 2008-09 시즌에 쿠프 드 프랑스 준결승전에 진출했다.
2010년 9월, 그는 금전적 문제로 그르노블을 떠났다.

### 소쇼
2011년 6월 10일, 바즈다레비치는 현역 시절 선수로 활약했던 소쇼의 감독으로 취임했다. 그러나, 그는 2012년 3월 6일에 취임 8개월 만에 성적 부진으로 해임되었다.
소쇼를 떠난 바즈다레비치는 세르비아와 벨기에 구단 사령탑에 관심을 표했다.

### 보스니아 헤르체고비나 국가대표팀

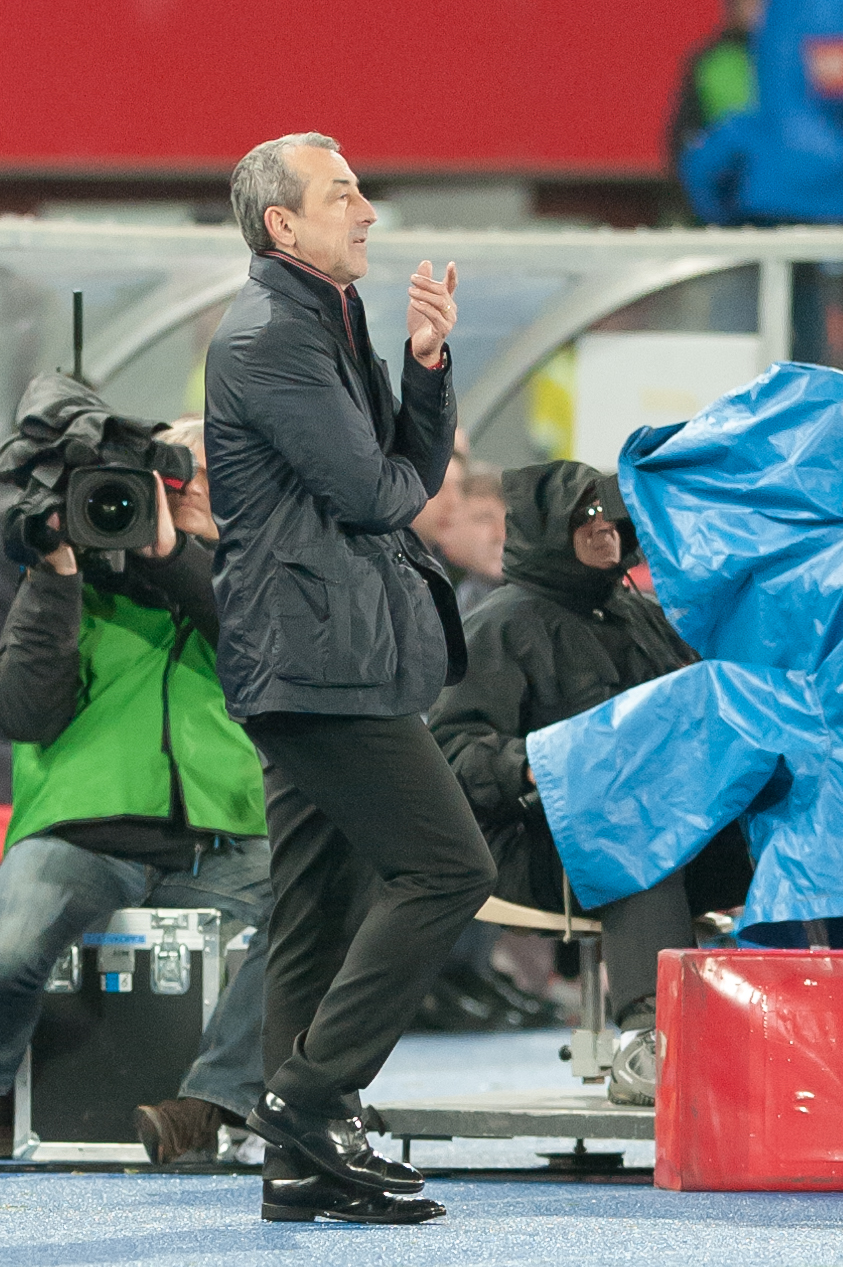
2015년 3월 31일, 오스트리아와의 친선경기에서 보스니아 헤르체고비나 국가대표팀을 지휘하는 바즈다레비치.

2014년 12월 13일, 바즈다레비치는 밀로반 라예바츠를 제치고 보스니아 헤르체고비나 국가대표팀 사령탑으로 낙점되었다. 보스니아 헤르체고비나 국가대표팀 감독직을 경쟁했던 후보로는 바히드 할릴호지치, 이고르 슈티마츠, 그리고 펠릭스 마가트가 있었다. 그의 전임이었던 사페트 수시치는 유로 2016에서 4경기를 치러 승점 2점만을 획득하는 부진한 성적을 내 보스니아 헤르체고비나 축구 협회로부터 해고장을 받았다. 보스니아 헤르체고비나 국가대표팀은 사령탑을 바즈다레비치로 교체하고 성적이 반등해 플레이오프전에 진출했지만, 아일랜드에 합계 1-3으로 분패하며 본선행이 좌절되었다. 이후, 미로슬라브 "치로" 블라제비치 전 국가대표팀 감독은 바즈다레비치가 아일랜드전에서 패퇴한 보스니아의 원흉으로 지목했다.
2015년 11월 9일, 보스니아 헤르체고비나 축구 협회는 2018년 월드컵 예선전 기간 후까지 계약을 연장했다. 이듬해, 보스니아 헤르체고비나 국가대표팀은 2016년 기린컵에서 일본을 2-1로 꺾고 바즈다레비치 감독은 지도자의 길에 든 후 첫 우승을 거두었다.
2018년 월드컵 본선행 실패 후, 바즈다레비치의 계약은 만료되었고, 그는 보스니아 헤르체고비나 국가대표팀과 취임 3년 만에 결별했다.

### 파리
2018년 6월 15일, 바즈다레비치는 리그 2의 파리와 2년 계약을 맺고 지휘봉을 잡았다. 그는 1년차에 파리에서 4위의 준수한 성적을 거두었다. 그러나, 2019년 12월 30일, 바즈다레비치는 성적 부진을 사유로 해임되었다.

### 갱강
2020년 8월 30일, 바즈다레비치는 2022년까지 갱강 감독으로 계약했다. 2021년 2월 1일, 그는 성적 부진으로 구단과 상호 계약 해지로 결별했다.

## 개인사
바즈다레비치의 배우자인 마리나는 세르비아의 베오그라드 출신이다. 바즈다레비치 부부는 1979년에 일본에서 베오그라드로 돌아오는 비행기편에서 서로를 만났다. 9개월 후, 둘은 튀니지에서 베오그라드로 돌아오는 비행기편에서 재회했고, 그 후로 둘은 교제하기 시작했다. 둘 사이에 테아 바즈다레비치라는 딸을 두었는데, 프랑스에서 기자로 활동하고 있다.

## 국가대표팀 득점 목록
아래의 점수에서 왼쪽의 점수가 유고슬라비아의 점수이며, 점수 열은 바즈다레비치의 득점 상황의 점수를 나타낸다.
| # | 날짜             | 경기장           | 상대   | 점수 | 결과 | 대회                 |
| - | ---------------- | ---------------- | ------ | ---- | ---- | -------------------- |
| 1 | 1983년 12월 14일 | 웨일스, 카디프   | 웨일스 | 1–1  | 1–1  | 유로 1984 예선전     |
| 2 | 1984년 10월 20일 | 동독, 라이프치히 | 동독   | 1–1  | 3–2  | 1986년 월드컵 예선전 |
| 3 | 1988년 9월 14일  | 스페인, 오비에도 | 스페인 | 1–1  | 2–1  | 친선경기             |
| 4 | 1990년 11월 14일 | 덴마크, 쾨벤하운 | 덴마크 | 1–0  | 2–0  | 유로 1992 예선전     |

## 감독 통계
2021년 1월 30일 기준
| 구단                  | 국적                  | 취임             | 해임             | 기록 | 기록 | 기록 | 기록 | 기록   | 주     |
| 구단                  | 국적                  | 취임             | 해임             | 전   | 승   | 무   | 패   | 율 %   | 주     |
| --------------------- | --------------------- | ---------------- | ---------------- | ---- | ---- | ---- | ---- | ------ | ------ |
| 이스트르              | 프랑스                | 2003년 7월 1일   | 2005년 1월 9일   | 63   | 22   | 19   | 22   | 034.92 | [ 40 ] |
| 에투알 뒤 사엘        | 튀니지                | 2005년 7월 16일  | 2006년 4월 12일  | 35   | 21   | 10   | 4    | 060.00 | [ 40 ] |
| 알-와크라             | 카타르                | 2006년 7월 1일   | 2007년 6월 30일  | 27   | 7    | 13   | 7    | 025.93 | [ 40 ] |
| 그르노블              | 프랑스                | 2007년 7월 1일   | 2010년 9월 5일   | 132  | 37   | 37   | 58   | 028.03 | [ 40 ] |
| 소쇼                  | 프랑스                | 2011년 6월 10일  | 2012년 3월 6일   | 30   | 4    | 10   | 16   | 013.33 | [ 40 ] |
| 알-와크라             | 카타르                | 2012년 5월 23일  | 2013년 6월 3일   | 32   | 9    | 9    | 14   | 028.13 | [ 40 ] |
| 보스니아 헤르체고비나 | 보스니아 헤르체고비나 | 2014년 12월 13일 | 2017년 10월 10일 | 25   | 14   | 5    | 6    | 056.00 | [ 40 ] |
| 파리                  | 프랑스                | 2018년 6월 15일  | 2019년 12월 30일 | 65   | 25   | 17   | 23   | 038.46 | [ 40 ] |
| 갱강                  | 프랑스                | 2020년 8월 30일  | 2021년 2월 1일   | 21   | 4    | 9    | 8    | 019.05 | [ 40 ] |
| 합계                  | 합계                  | 합계             | 합계             | 430  | 143  | 129  | 158  | 33.26  | —      |

## 수상

### 선수
소쇼
- 리그 2: 1987–88 (A조)

유고슬라비아
- 하계 올림픽 동메달: 1984

### 감독
보스니아 헤르체고비나
- 기린컵: 2016

개인
- 보스니아 올해의 감독: 2008
- 리그 2 올해의 감독: 2004